# Pocketboek
Een pocketboek (of kortweg pocket) is oorspronkelijk een boek in zakformaat. In de meest gebruikte betekenis is een pocketboek een klein formaat paperback, mogelijk een goedkope uitgave van een (eerder in ander formaat verschenen) boek. De rug van een pocket is gelijmd, de omslag van papier, soms geplastificeerd. Boeken in zakformaat bestaan sinds de 15e eeuw. Het hedendaagse pocketboek ontstond in de Verenigde Staten, waar het vanaf 1939 populair werd als wegwerpartikel.
De eerste Nederlandse pocketseries verschenen voor de Tweede Wereldoorlog: onder andere de ABC-romans, de Salamanderpockets en de Schijnwerpers van Het Spectrum (voorloper van de Prisma Pockets). Maar pas vanaf 1951 werd de pocket in Nederland populair. Een woordspeling en goedkope variant van de pocket is in Nederland de zogenaamde Bouquetreeks, een romantische pocketreeks van Harlequin Enterprises. In de jaren 80 ontstond de goedkope Rainbow-pocket.
In Groot-Brittannië bestaat sinds 1935 de serie Penguin Books. In Duitsland is er de Deutsche Taschenbuch Verlag (DTV) te Darmstadt, in Frankrijk het impressum Le Livre de Poche.
Populair-wetenschappelijke pocketseries bestaan sinds eind negentiende en twintigste eeuw: de Duitse Sammlung Göschen (sinds 1891), de Franse reeks Que sais-je ? (sinds 1941) en in  Nederland Servire's encyclopaedie (1942-1957).

## Terminologie
Pocketboek is afgeleid van de Amerikaanse serie Pocket Books. Het woord wordt in het Engels dus als naam van een reeks gebruikt, en zelden voor een boek in zakformaat. Wel spreekt men soms van een pocket edition.
Het Engelse woord pocketbook betekent in het Brits-Engels 'notitieboekje' en in het Amerikaans-Engels vooral 'beurs/handtasje'.
Een Nederlandse krant heeft in de jaren vijftig een prijsvraag uitgeschreven voor een Nederlandse benaming voor het pocketboek. De winnende benaming, smaldeeltje, is nooit aangeslagen.
In het Engels is een paperback een boek met slappe kaft, zowel een klein als een groot formaat. Een pocketboek wordt mass market paperback genoemd. In het Nederlands wordt 'paperback' vooral gebruikt voor boeken van ongeveer 21 cm hoog.